# Mary Anne MacLeod Trump
Mary Ann Macleod Trump (Tong, 10 maggio 1912 – New Hyde Park, 7 agosto 2000) è stata una filantropa britannica naturalizzata statunitense, moglie dell'imprenditore Fred Trump e madre di Donald Trump, 45 e 47° presidente degli Stati Uniti. Nel 1930 è emigrata negli Stati Uniti e divenne cittadina naturalizzata nel 1942. Ha cresciuto cinque figli con il marito e si è impegnata in attività filantropiche nell'area di New York.

## Biografia
Mary Anne MacLeod è nata nel villaggio di Tong sull'isola di Lewis, nell'arcipelago scozzese delle Ebridi Esterne, in una fattoria chiamata 5 Tong (dal 1895 di proprietà di suo padre), è la giovane dei dieci figli di Malcolm MacLeod (1866-1954) e Mary MacLeod, nata Smith (1867-1963). I suoi nonni paterni erano Alexander MacLeod e Ann MacLeod, i suoi nonni materni Donald Smith e Mary MacAulay.
Suo padre era un piccolo contadino, pescatore e ufficiale di presenza scolastica. La sua famiglia parlava il gaelico scozzese con la seconda lingua dell'inglese, che apprese alla scuola di Tong. Era conosciuta come una brava studentessa.
Il 2 maggio 1930 MacLeod partì da Glasgow a bordo della HMS Transylvania a New York, dove è arrivata con soli 50 dollari l'11 maggio, un giorno dopo il suo diciottesimo compleanno e con l'intenzione di stabilirsi negli Stati Uniti e diventare una cittadina statunitense.
Si è trasferita con la sorella maggiore, precedentemente emigrata, Christina Matheson a Long Island e ha lavorato come domestica per almeno quattro anni. Il 10 marzo 1942, divenne una cittadina americana.
Nei primi anni '30, MacLeod incontrò Fred Trump a una festa di ballo, e si sposò con lui nel gennaio 1936. Il 5 aprile 1937, Mary Anne ha dato alla luce il suo primo figlio, seguito da Fredrick jr. (1938-1981), Elizabeth (1942), Donald (1946) e Robert (1948–2020).
Suo marito Fred Trump morì nel giugno del 1999 all'età di 93 anni. Lei morì il 7 agosto 2000 all'età di 88 anni. Fu sepolta accanto a suo marito e suo figlio Fred Jr. in un cimitero nel Queens.